# South Tripura
Der Distrikt South Tripura ist ein Distrikt im indischen Bundesstaat Tripura. Verwaltungssitz ist die Stadt Belonia.

## Geografie
Der Distrikt South Tripura liegt ganz im Süden Tripuras an der Grenze zu Bangladesch. Die Fläche des Distrikts  beträgt 1514 Quadratkilometer. Nachbardistrikte sind die Distrikte Gomati im Norden, Nordosten und Osten und Sipahijala im Nordwesten. Im Südosten, Süden und Westen grenzt der Distrikt an Indiens Nachbarstaat Bangladesch.

## Geschichte
Der Distrikt entstand bei der Schaffung der Verwaltungsgebiete Tripuras am 1. September 1970. Im Jahr 1995 wechselten Gebiete des bisherigen Distrikts South Tripura zum neuen Distrikt Dhalai. 2012 verringerte sich sein Gebiet erneut durch die Gründung des Distrikts Gomati.

## Bevölkerung
Nach der Volkszählung 2011 hat der Distrikt South Tripura 446.764 Einwohner. Bei 295 Einwohnern pro Quadratkilometer ist der Distrikt sehr dicht besiedelt. Von den 446.764 Bewohnern wohnten 407.705 Personen (91,26 Prozent) in Landgemeinden und 39.059 Menschen in städtischen Gebieten.
Der Distrikt South Tripura gehört zu den Gebieten Indiens, in denen zahlreiche Angehörige der „Stammesbevölkerung“ (scheduled tribes) siedeln. Zu ihnen gehörten (2011) 167.479 Personen (37,49 Prozent der Distriktsbevölkerung). Zu den Dalit (scheduled castes) gehörten 2011 65.771 Menschen (14,72 Prozent der Distriktsbevölkerung).

### Bevölkerungsentwicklung
Distrikt South Tripura in den Grenzen bis 2012
Tripura wurde 1970 in drei Distrikte aufgeteilt - North Tripura, South Tripura und West Tripura. Die Bevölkerungsentwicklung von 1971 bis 2011 in den Grenzen vor 2012 war wie folgt:
Heutige Grenzen
Wie überall in Indien wächst die Einwohnerzahl im Distrikt South Tripura seit Jahrzehnten stark an. Die indische Volkszählung 2001 ermittelte eine Einwohnerzahl von 391.841 Personen. Die Zunahme betrug in den Jahren 2001–2011 mehr als 14 Prozent (14,02 %). In diesen zehn Jahren nahm die Bevölkerung um rund 55.000 Menschen zu.

### Bedeutende Orte
Im Distrikt gibt es mit dem Distrikthauptort Belonia, Sabroom und Santirbazar drei städtische Siedlungen.

### Bevölkerung des Distrikts nach Geschlecht
Von den 446.764 Bewohnern waren 228.361 (51,11 Prozent) männlichen und 218.403 weiblichen Geschlechts. Dies ist typisch für Indien, wo normalerweise ein deutliches Mehr an Männern vorherrscht.

### Bevölkerung des Distrikts nach Sprachen
Eine deutliche Mehrheit von über 60 Prozent der Bevölkerung spricht Bengali als Muttersprache. In den Städten sind es sogar über 90 Prozent. In den R.D. Blocks sind die bengalischsprachigen Bewohner mit zwischen 49,8 Prozent (in Bokafa) und 79 Prozent in Rajnagar immer die stärkste Sprachgruppe. Eine Ausnahme ist der R.D Block Rupaichhari mit einer stark gemischten Bevölkerung. Dort sind die Bengalisprachigen hinter Kokborok und Mogh mit 6828 der 47.976 Einwohnern nur auf Rang drei. Die wenigen hindisprachigen Bewohner leben mehrheitlich in den R.D. Blocks Hrishyamukh, Rajnagar und Rupaichhari. Die folgende Tabelle zeigt die Sprachverhältnisse im Jahr 2011 auf:
| Jahr                                   | Bengali | Bengali | Kokborok | Kokborok | Mogh   | Mogh | Tripuri | Tripuri | Chakma | Chakma | Hindi | Hindi | Andere Sprachen | Andere Sprachen | Total   | Total    |
| Jahr                                   | Zahl    | %       | Zahl     | %        | Zahl   | %    | Zahl    | %       | Zahl   | %      | Zahl  | %     | Zahl            | %               | Zahl    | %        |
| -------------------------------------- | ------- | ------- | -------- | -------- | ------ | ---- | ------- | ------- | ------ | ------ | ----- | ----- | --------------- | --------------- | ------- | -------- |
| 2011                                   | 271.481 | 60,77   | 100.138  | 22,41    | 27.855 | 6,23 | 21.473  | 4,81    | 7874   | 1,76   | 6650  | 1,49  | 11.293          | 2,53            | 446.764 | 100,00 % |
| Quelle: Ergebnis der Volkszählung 2011 |         |         |          |          |        |      |         |         |        |        |       |       |                 |                 |         |          |

### Bevölkerung des Distrikts nach Bekenntnissen
Die Bewohner bekennen sich klarmehrheitlich zum Hinduismus. Zu ihrem Anhang gehört die Mehrheit der bengalisch- und hindisprachigen Personen. Eine kleine Minderheit unter den Bengalen bekennt sich zum Islam. Die Buddhisten beschränken sich fast gänzlich auf die Sprachgruppen der Chakma und Mogh. Und sind deshalb in den R.D. Blocks Bokafa und Rupaichhari gut vertreten. Die Christen gehören mehrheitlich zu den «scheduled tribes» (Stammesbevölkerung) und den Dalit (auch „Unberührbare“, Kastenlose). Im R.D. Block Boxanagar sind  die Muslime sogar in der Mehrheit. In den R.D. Blocks Bishalgarh, Kathalia und Melagarh sind sie bedeutende Minderheiten mit Anteilen zwischen 15 und 40 Prozent. Die genaue religiöse Zusammensetzung der Bevölkerung zeigt folgende Tabelle:
| Jahr                                   | Buddhisten | Buddhisten | Christen | Christen | Hindus  | Hindus | Jainas | Jainas | Muslime | Muslime | Sikhs | Sikhs | Andere | Andere | keine Angaben | keine Angaben | Total   | Total    |
| Jahr                                   | Zahl       | %          | Zahl     | %        | Zahl    | %      | Zahl   | %      | Zahl    | %       | Zahl  | %     | Zahl   | %      | Zahl          | %             | Zahl    | %        |
| -------------------------------------- | ---------- | ---------- | -------- | -------- | ------- | ------ | ------ | ------ | ------- | ------- | ----- | ----- | ------ | ------ | ------------- | ------------- | ------- | -------- |
| 2011                                   | 37.126     | 8,31       | 10.975   | 2,46     | 386.823 | 86,58  | 64     | 0,01   | 11.119  | 2,49    | 133   | 0,03  | 238    | 0,05   | 286           | 0,06          | 446.764 | 100,00 % |
| Quelle: Ergebnis der Volkszählung 2011 |            |            |          |          |         |        |        |        |         |         |       |       |        |        |               |               |         |          |

## Bildung
Das Ziel der vollständigen Alphabetisierung ist in Reichweite. Von den 388.799 Personen in einem Alter von sieben Jahren und mehr können 325.529 (83,73 Prozent) lesen und schreiben. Die Alphabetisierung liegt weit über dem indischen Schnitt.

## Verwaltung
Der neue Distrikt hat mit Belonia, Sabroom und Santirbazar drei Sub-Divisions (Unterbezirke), die in die acht R.D. Blocks Bharat Chandra Nagar, Bokafa, Hrishyamukh, Jolaibari, Poangbari, Rajnagar, Rupaichari und Satchand aufgeteilt sind.